# Penstemon versicolor
Penstemon versicolor är en grobladsväxtart som beskrevs av Francis Whittier Pennell. Penstemon versicolor ingår i släktet penstemoner, och familjen grobladsväxter. Inga underarter finns listade i Catalogue of Life.